# Rieux (Marne)
Rieux é uma comuna francesa na região administrativa de Grande Leste, no departamento de Marne. Estende-se por uma área de 11,56 km². Em 2010 a comuna tinha 202 habitantes (densidade: 17,5 hab./km²).